# نشر مرکز
نشر مرکز یک مؤسسۀ انتشاراتی‌ خصوصی در تهران است که سال ۱۳۶۴ تأسیس شده‌است. مدیر این مؤسسۀ انتشاراتی علیرضا رمضانی از خانوادۀ معروف رمضانی‌ها است که از دوره‌ی قاجار در زمینه‌ی نشر کتاب در ایران فعال بوده‌اند.

## شکل‌گیری فعالیت
نشر مرکز زمان جنگ عراق و ایران فعالیت خود را در زمینه‌ی انتشار کتاب‌هایی در حوزه‌ی ادبیات ایران، ادبیات جهان و نظریه‌های ادبی شروع کرد.  اما در دهه‌ی ۱۳۷۰ بود که نامش با انتشار داستان‌های ایرانی سر زبان‌ها افتاد و به یکی از تأثیرگذارترین ناشران نوپای ایرانی تبدیل شد. در آن دهه بسیاری از کتاب‌های این مؤسسۀ انتشاراتی توانستند نظر منتقدان و خوانندگان را به خود جلب کنند و از سوی دیگر در جوایز ادبی نیز بدرخشند.  
نشرمرکز می‌کوشد کتاب‌هایی را منتشر کند که متن آن‌ها از کیفیت قابل قبولی برخوردار است. 

## زمینه‌ فعالیت
نشر مرکز در زمینۀ داستان ایرانی، داستان خارجی، نقد ادبی، فلسفه، دین، جامعه‌شناسی، اقتصاد، اندیشۀ سیاسی، ادبیات کلاسیک ایرانی، تاریخ، اسطوره‌شناسی، نظریه‌های ادبی و هنر فعالیت می‌کند و سالانه حدود ۱۰۰ عنوان کتاب در این زمینه‌ها منتشر می‌کند.
تعدادی از کتاب‌های نشر مرکز در چارچوب کنوانسیون‌های بین‌المللی کپی‌رایت و تحت قرارداد با ناشران خارجی به زبان‌های انگلیسی، ترکی، اسلوونیایی، ژاپنی، فرانسوی، ایتالیایی، آلمانی، چینی و یونانی ترجمه و در کشورهای دیگر منتشر شده‌اند. 
برخی از کتاب‌های نشر مرکز نیز براساس قرارداد کپی‌رایت و دریافت مجوز از ناشران اصلی از زبان‌های دیگر به فارسی ترجمه و توسّط این انتشاراتی در ایران منتشر شده‌است.

## نویسندگان
از جمله نویسندگانی که نشر مرکز ناشر آثارشان بوده‌است می‌توان به نام‌های جعفر مدرس صادقی، زویا پیرزاد، فریبا وفی، شهریار مندنی‌پور، بابک احمدی، مصطفی مستور، سپیده شاملو، محبوبه موسوی، مرجان شیرمحمدی، شیوا ارسطویی، بیژن نجدی، ابوتراب خسروی، سروش چیت‌ساز، مریم جهانی، منیرو روانی‌پور، پیام ناصر، شهریار عباسی، امیرحسین خورشیدفر، نسیم وهابی، فریبا کلهر، جلال ستاری، داریوش آشوری اشاره کرد. 
نشر مرکز بخش عمده‌ای از فعالیت خود را مدیون ترجمۀ عناوین متعدد در زمینه‌های رمان خارجی، نظریه‌های ادبی، اسطوره‌های ملل، تاریخ، اندیشۀ سیاسی، جامعه‌شناسی، هنر و فلسفه است. مهدی سحابی، حسن افشار، لیلی گلستان، عباس مخبر، علی عبداللهی، رضا ولی یاری، محسن ابراهیم، مژگان صمدی، شهلا طهماسبی، سعید مقدم، باقر پرهام، مجتبی قلی‌پور و کاظم فیروزمند از جمله مترجمانی هستند که با این مؤسسه کار کرده‌اند.

## ناشران وابسته
چند مؤسسۀ انتشاراتی با فعالیت‌های محدود در بازار نشر ایران فعالیت می‌کنند که وابسته به نشر مرکز هستند. کتاب مریم از جملۀ این مراکز است که در زمینۀ کتاب‌های کودکان و نوجوانان فعال است. کتاب ماد نیز بخش دیگری از نشر مرکز است که در زمینۀ کتاب‌های علمی فعالیت می‌کند.

## کتابفروشی
نشر مرکز در سال ۱۳۷۹ کتابفروشی خود را نیز در خیابان فاطمی در تهران افتتاح کرد و یکی از پاتوق‌های نویسندگان و مخاطبان در مرکز شهر است. 

## پی‌نوشت
1. ↑  خاندان رمضانی‌ها
2. ↑  اطلاعات ناشر[پیوند مرده]
3. ↑  کتابفروشی نشر مرکز[پیوند مرده]